# Pouteria lucens
Pouteria lucens är en tvåhjärtbladig växtart som först beskrevs av Carl Friedrich Philipp von Martius och Friedrich Anton Wilhelm Miquel, och fick sitt nu gällande namn av Ludwig Radlkofer. Pouteria lucens ingår i släktet Pouteria och familjen Sapotaceae. IUCN kategoriserar arten globalt som sårbar. Inga underarter finns listade i Catalogue of Life.